# Morlaix

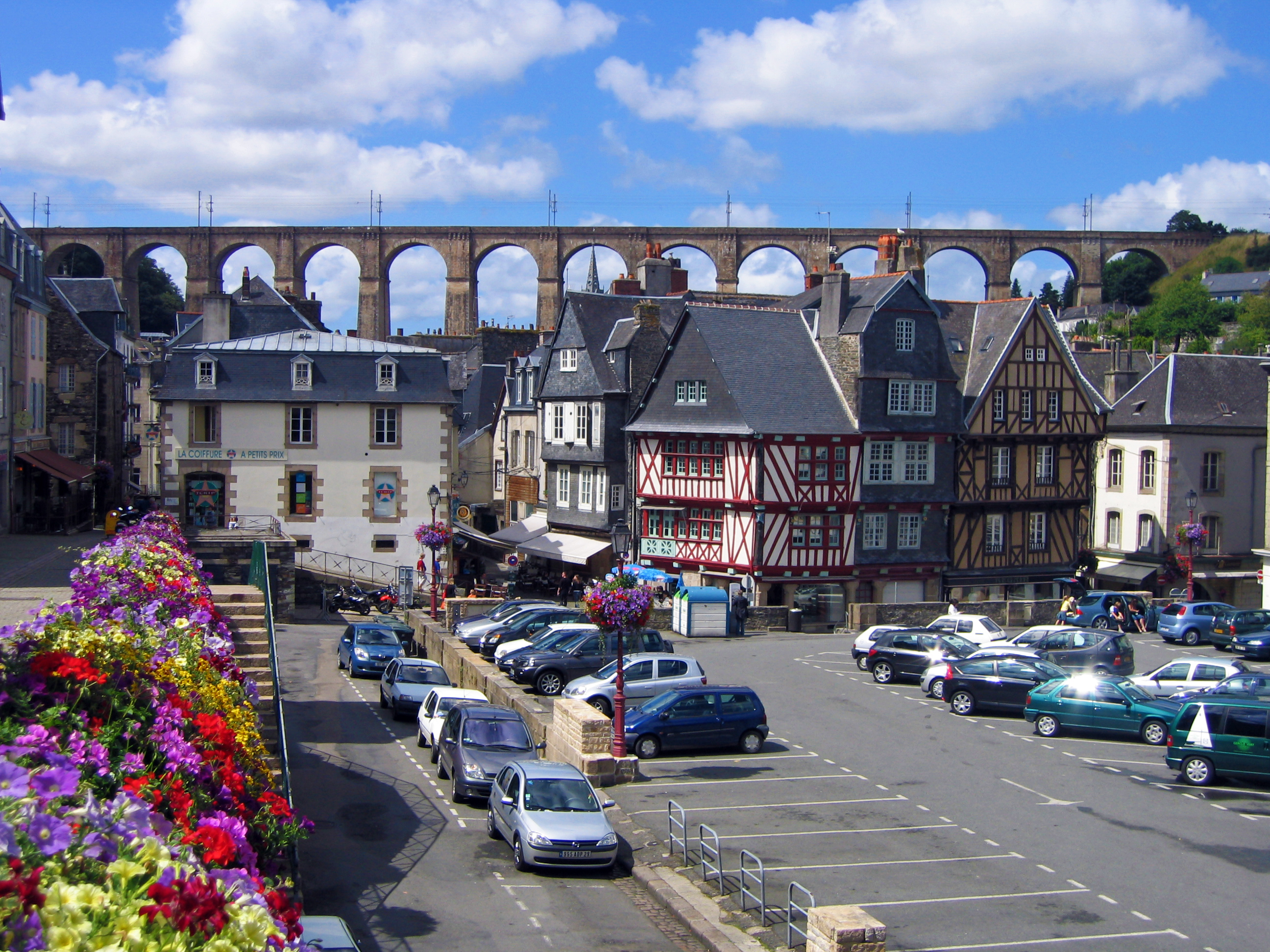
Place Allende

Morlaix [mɔʁlɛ] (Montroulez auf Bretonisch) ist eine französische Stadt und Gemeinde mit 15.220 Einwohnern (Stand 1. Januar 2022) im Département Finistère in der Region Bretagne. Morlaix ist Hauptort (chef-lieu) des gleichnamigen Kantons und Unterpräfektur des gleichnamigen Arrondissements.

## Geographie
Die Gemeinde Morlaix liegt zwischen Meereshöhe und 104 Metern auf durchschnittlich 61 Metern über dem Meer im Norden des Département Finistère. Die Stadt wird vom gleichnamigen Fluss Morlaix durchquert, der ab hier eine schmale Trichtermündung bildet und etwa sechs Kilometer weiter nördlich in der Bucht Rade de Morlaix in den Ärmelkanal mündet.

### Nachbargemeinden
In Uhrzeigerrichtung, von Norden beginnend: Plouezoc’h, Garlan, Plouigneau, Plougonven, Plourin-lès-Morlaix, Saint-Martin-des-Champs, Taulé und Locquénolé.

### Verkehr
Der Hochgeschwindigkeitszug TGV durchfährt Morlaix auf dem Weg von Paris nach Brest.
Der Flughafen Morlaix–Ploujean liegt in der Gemarkung der Stadt Morlaix.

## Geschichte

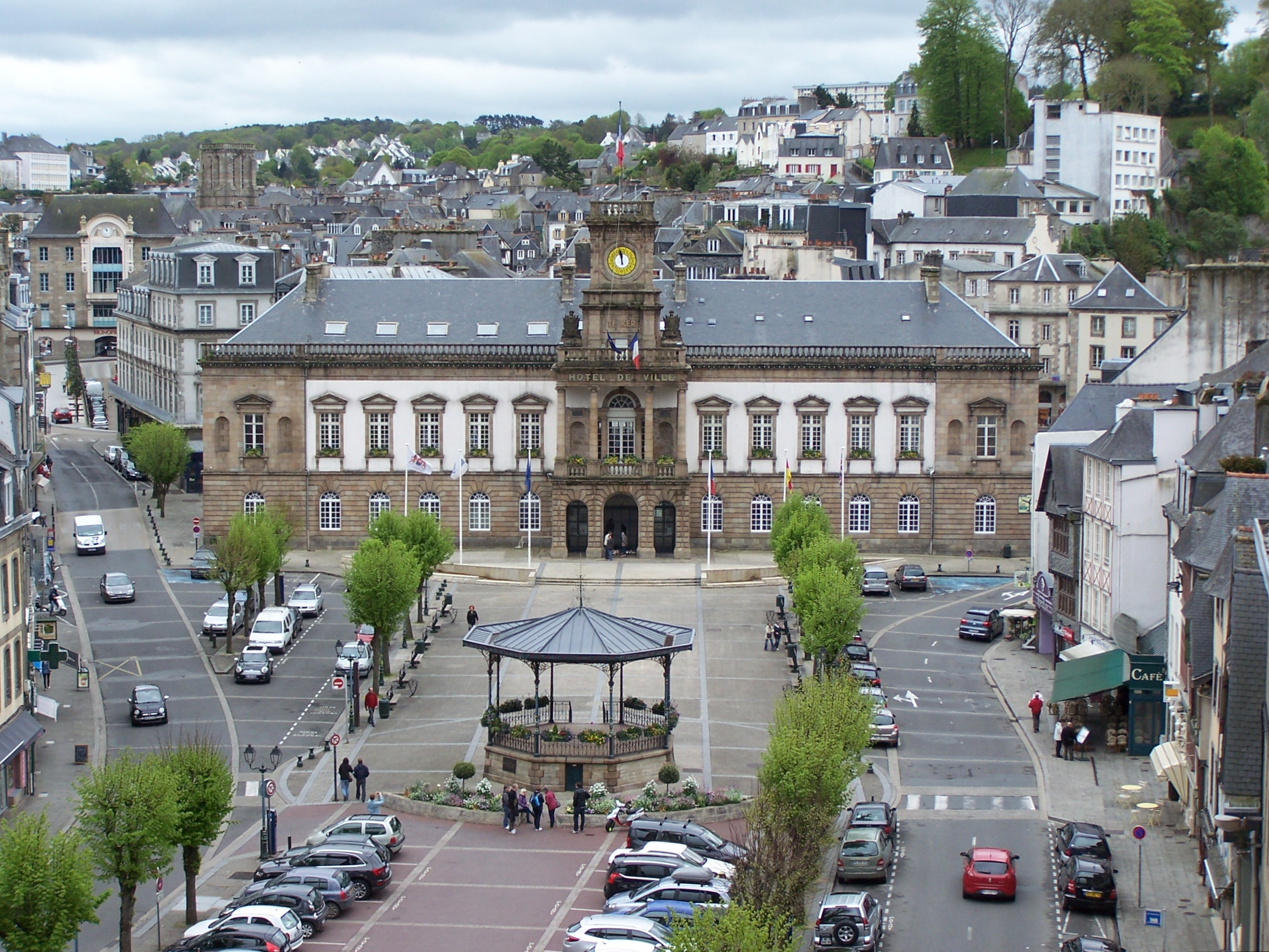
Hôtel de ville (Rathaus)

Sowohl der bretonische als auch der französische Name der Stadt weisen auf die lateinische Bezeichnung des Ortes Mons Relaxus zurück.
Morlaix neuzeitliche Bedeutung gründet vor allem auf seinem Seehafen, der unter anderem für die Französische Westindien-Kompanie ein wichtiger Anlaufpunkt war. Die im 18. Jahrhundert errichtete, „Ferme“ genannte Tabakfabrik war mit ihrem Handelsmonopol ein weiterer wichtiger Baustein des wirtschaftlichen Aufschwunges der Stadt, ließ aber auch den Tabakschmuggel aus England aufblühen.

### Bevölkerungsentwicklung
| Jahr                       | 1962   | 1968   | 1975   | 1982   | 1990   | 1999  | 2006   | 2017   |
| Einwohner                  | 10.866 | 19.919 | 19.237 | 18.348 | 16.701 | 15990 | 15.095 | 14.559 |
| Quellen: Cassini und INSEE |        |        |        |        |        |       |        |        |

## Kultur und Sehenswürdigkeiten

### Bauwerke

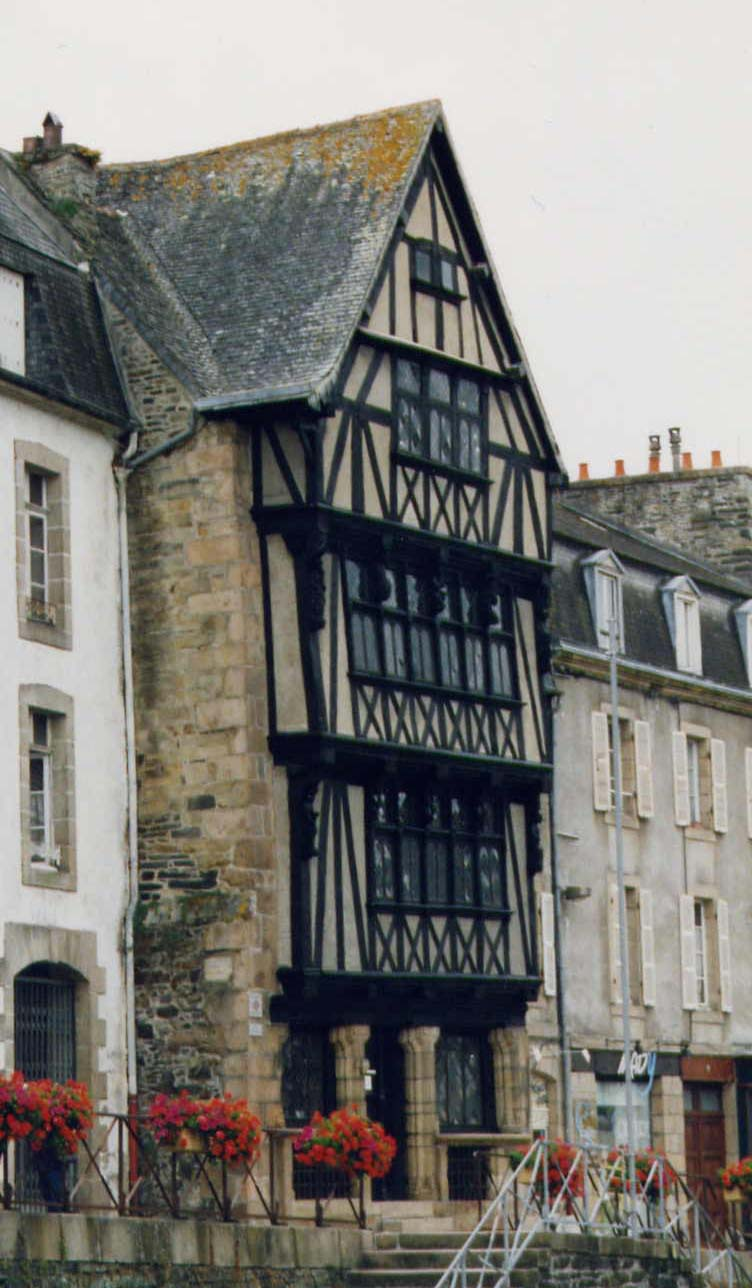
Maison dite de la duchesse Anne

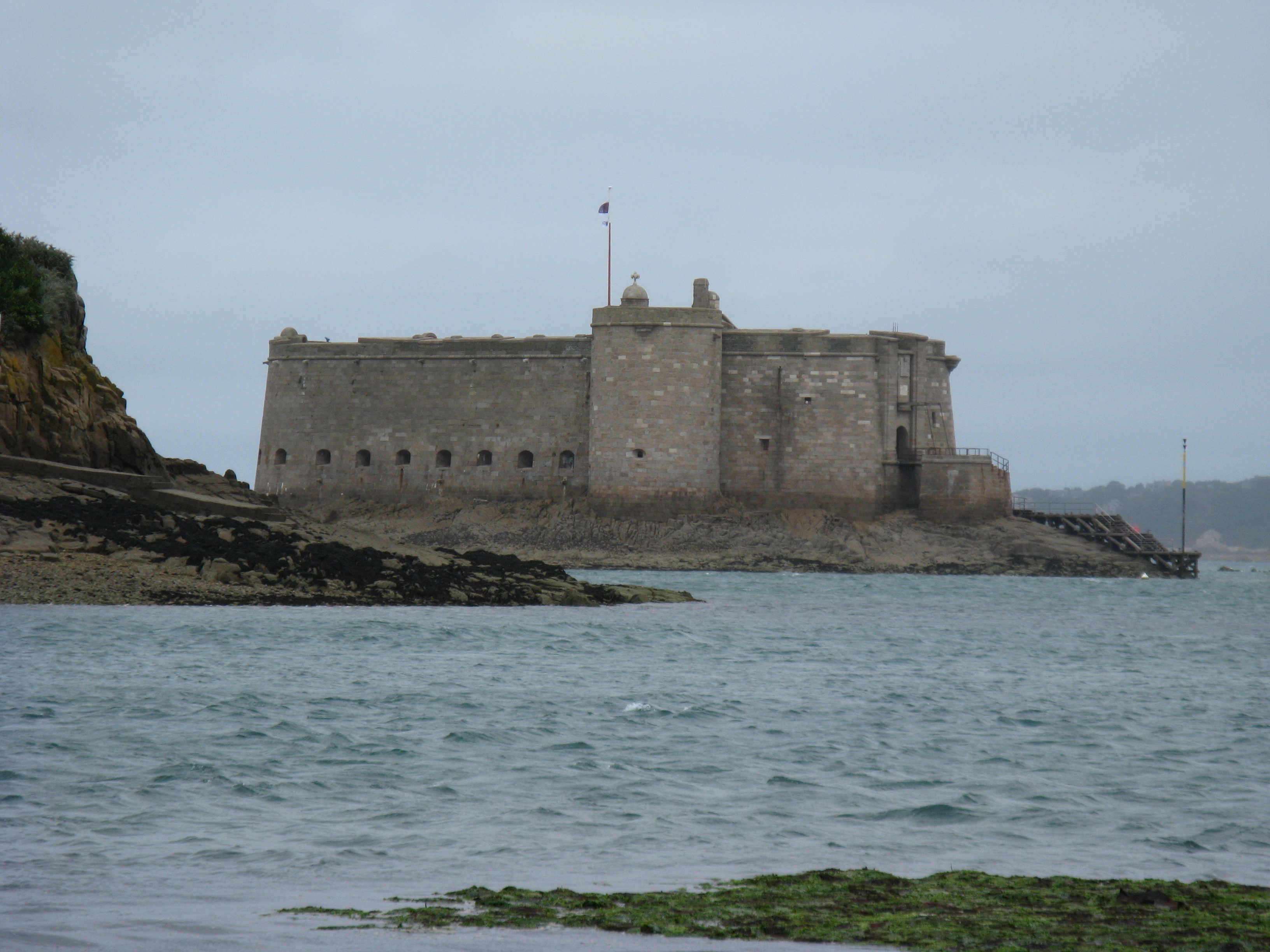
Château du Taureau

Siehe auch: Liste der Monuments historiques in Morlaix
- Das Stadtbild wird von einem weithin sichtbaren, 62 m hohen und 292 m langen Eisenbahnviadukt geprägt, das 1861 errichtet wurde, um die Bahnstrecke Paris–Brest fertigzustellen.
- Die Altstadt mit zahlreichen mit Erkern geschmückten Häusern spiegelt den Reichtum der Stadt wider. Bemerkenswert ist die Bauweise der Laternenhäuser, Gebäude, die um einen oben verglasten Innenhof herum errichtet wurden. Zu den Laternenhäusern zählt das Maison dite de la duchesse Anne, ein dreistöckiges Haus, das zu Beginn des 16. Jahrhunderts Anne de Bretagne als Wohnsitz gedient haben soll. Die Fassade ist mit Ornamenten und Heiligenstatuen reich verziert. Die oberen Stockwerke, die über die darunterliegenden herausragen, sind über eine Wendeltreppe im Innenhof zu erreichen, die sich im Stil der Renaissance um ein aus einem Stück geschnitztes, reich verziertes Mittelstück erhebt.
- Die Grand'Rue, heute Fußgängerzone, war die Hauptstraße des alten Handelsortes. Heute mischen sich alte Häuser und moderne Geschäfte. Weiter in Richtung Viadukt erreicht man den Place des Otages, der an die im Krieg von deutschen Soldaten getöteten Bretonen erinnert.
- Die Kirche Saint-Mélaine (15. Jahrhundert) wurde im Flamboyantstil errichtet. Bei Bombardierungen der Alliierten im Zweiten Weltkrieg nahm die Kirche schweren Schaden, wurde aber wieder aufgebaut. Bemerkenswert ist das Orgelgehäuse, das noch aus dem 17.  Jahrhundert stammt.
- Die Gemeindekirche Saint-Mathieu wurde im 16. Jahrhundert errichtet. Aus dieser Zeit ist jedoch nur noch der Turm erhalten. Nach langdauerendem Verfall wurde die Kirche Anfang des 19. Jahrhunderts komplett restauriert. Sehenswert ist eine aufklappbare Marienstatue, deren Inneres die Dreifaltigkeit darstellt.
- Die Gebäude der ehemaligen Tabakmanufaktur (Manufacture des tabacs) entstanden ab 1740. Die Manufaktur, die um 1880 rund 1800 Mitarbeiter hatte, stellte 1995 nach einem Großbrand ihren Betrieb ein.   Ab 2012 erfolgte eine Umnutzung für kulturelle und wissenschaftliche Zwecke.
- Das Fort Taureau aus dem 16. Jahrhundert in der Bucht von Morlaix wurde nach grundlegender Restauration 2006 wieder für Besucher geöffnet.

### Museen
- Das Stadtmuseum Musée des Jacobins zeigt neben thematisch wechselnden Ausstellungen ständig Exponate zur Geschichte von Stadt, Landschaft und Kultur.

## Partnerstädte
- Würselen (Deutschland)
- Truro (Vereinigtes Königreich)
- Réo (Burkina Faso)

## Persönlichkeiten
- Charles Cornic (1731–1809), Seefahrer und Korsar, später im Dienst der königlichen Marine
- Johann Franz Lepape von Trevern (1754–1842), römisch-katholischer Geistlicher, Bischof von Aire (1823–1826) und Straßburg (1827–1842)
- Jean-Victor Moreau (1763–1813), einer der bedeutendsten französischen Generäle zur Zeit der Revolution
- Job Joseph Coat (1798–1858), französischer Schriftsteller
- Auguste Barchou de Penhoën (1801–1855), Schriftsteller
- Émile Souvestre (1806–1854), Roman- und Bühnendichter
- Jules Boucherit (1877–1962), Geiger und Violinpädagoge, Gerechter unter den Völkern
- Léon Fleuriot (1923–1987), Keltologe und Historiker
- Julien Guiomar (1928–2010), Schauspieler
- Brigitte Fontaine (* 1939), Sängerin, Schauspielerin und Schriftstellerin
- Jean-François Le Gall (* 1959), Mathematiker
- Françoise Jézéquel (* 1970), Fußballspielerin
- Laëtitia Pujol (* 1975), Balletttänzerin
- Antoine Saout (* 1984), Pokerspieler
- Cécilia Berder (* 1989), Säbelfechterin
- Alan Boileau (* 1999), Radrennfahrer